# AKSZ–74U
Az AKSZ–74U (orosz betűkkel: АКС74У, GRAU-kódja: 6P26) az oroszországi Izsevszkben, az Izsevszki Gépgyárban (Izsmas) az 1970-es évek végén, az 1980-as évek elején kifejlesztett 5,45 mm-es gépkarabély. AKSZU–74 jelzéssel is ismert. Az AK–74 behajtható válltámasszal készült változatának, az AKSZ–74-nek a rövid csövű változata. A fegyvert főként a harcjárművek kezelőszemélyzete, légideszant-csapatok és a légierő katonái számára fejlesztették ki. Sorozatgyártása 1979–1994 között folyt a Tulai Fegyvergyárban (TOZ).

## Jellemzői

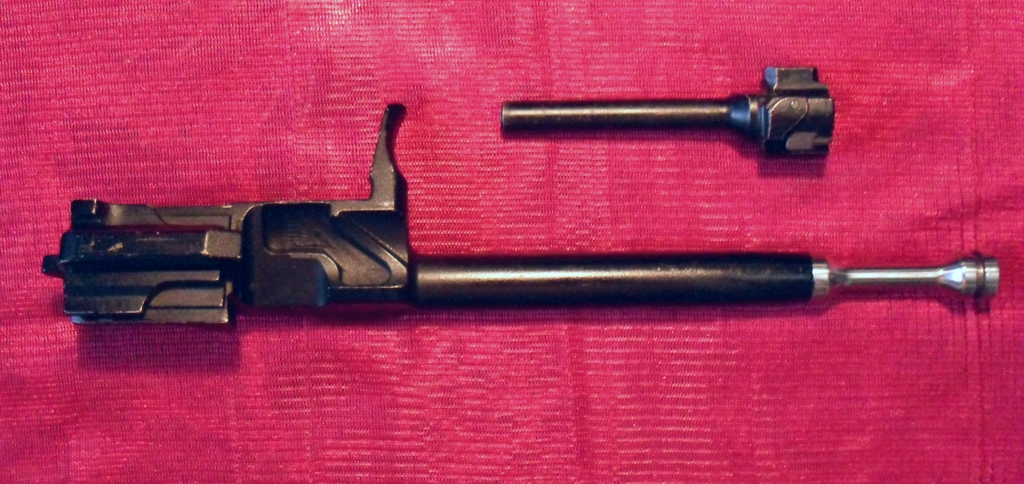
Az AKSZ–74U zárkerete a gázdugattyúval és a forgó zárfej (jobbra felül)

Az AKSZ–74U mérete és hatásos lőtávolsága megegyezik egy átlagos géppisztolyéval, de az alkalmazott lőszer és tár, illetve a csereszabatos alkatrészek az eredeti AK–74 gépkarabéllyal előnyös tulajdonságokat jelentenek. Bevezetése óta a fegyvert különféle rendőri egységeknél és rendfenntartó erőknél is rendszeresítették a Szovjetunióban és annak utódállamaiban, beleértve Oroszországot is. Az AKSZ–74U népszerű fegyver rendszeresítőinél kompakt mérete miatt, melynek köszönhetően egyszerűen szállítható járművekben és ruha alatt is. Másfelől a hatásos lőtávolsága csak 150–200 méterig biztosít pontos lövéseket, pedig erős lövedékei jóval nagyobb távolságból is halálosak. A fegyver ismert még sorozatlövés esetén történő gyors túlmelegedéséről. A fegyver egy speciális változatát kifejezetten a Szpecnaz erőknek fejlesztették ki gyorsan felszerelhető hangtompítóval és egy speciális 30 mm-es hangtompított gránátvetővel, a BSZ–1 Tyisina gránátvetővel. A gránátvető speciális repesz-romboló gránátokat tüzel, melyeket speciális vaktöltényekkel lőnek ki, a töltényeket ívtárban tárolják, a tárat pedig a gránátvető pisztolymarkolatába kell behelyezni.
Az AKSZ–74U csövét jócskán lerövidítették, a gázhenger hátrébb került, a gázdugattyút rövidebbre vágták. Mivel a puskacső alig nyúlik túl a gázelvezetőn, egy speciális csőszáj-eszközt terveztek, amely lángrejtőként és gázelvezetőként is szolgált. Az elülső irányzékot alacsonyabbra helyezték, a szabványos hátsó állítható irányzékot egy felpattintós hátsó irányzékra cserélték (200 és 400 méteres távolságok közötti jelölésekkel), melyet a tokfedélre rögzítettek. Másfelől az AKSZ–74U hasonló az AKSZ–74-hez, elsütőszerkezete, behajtható válltámasza, tölténytárjai ugyanazok. Az AKSZ–74U-ra nem lehet szuronyt szerelni. Egyes változatokon megtalálható a szabványos szereléksín, amelyre éjszakai optikai irányzékot, red-dot irányzékot lehet felerősíteni, megjelölésük az AKSZ–74UN.

## Külső hivatkozások
- Az AKSZ–74U a gyártó Tulai Fegyvergyár (TOZ) honlapján (oroszul)
- Modern Firearms